# Sigsbeia murrhina
Sigsbeia murrhina är en ormstjärneart som beskrevs av George Richard Lyman 1878. Sigsbeia murrhina ingår i släktet Sigsbeia och familjen Hemieuryalidae. Inga underarter finns listade i Catalogue of Life.